# 泉パーキングエリア
泉パーキングエリア（いずみパーキングエリア）は、宮城県仙台市泉区野村にある、東北自動車道のパーキングエリア。泉PAスマートインターチェンジを併設する。
泉市が仙台市と合併する以前の時代に設置されたため、この名称となっている。2004年11月まで、上り線に泉本線料金所（検札所）が併設されていた。

## 施設

### 上り線（福島・宇都宮方面）
- 駐車場[1]
  - 大型 9台
  - 小型 26台
  - 身障者用
    - 小型：1台
- トイレ[1]
  - 男性 大2室（和式0室・洋式2室）・小5
    - オストメイト対応設備が設置されている[2]。

  - 女性 5（和式1室・洋式4室）
    - オストメイト対応設備が設置されている[2]。
    - 同伴の男児用 1

  - 身障者用 1
- 自動販売機

### 下り線（盛岡・青森方面）
- 駐車場[3]
  - 大型 7台
  - 小型 17台
  - 身障者用
    - 小型：1台
- トイレ[3]
  - 男性 大2（和式0室・洋式2室）・小5
    - オストメイト対応設備が設置されている[2]。

  - 女性 5（和式1室・洋式4室）
    - オストメイト対応設備が設置されている[2]。
    - 同伴の男児用1

  - 身障者用 1
- 自動販売機

## 泉PAスマートインターチェンジ

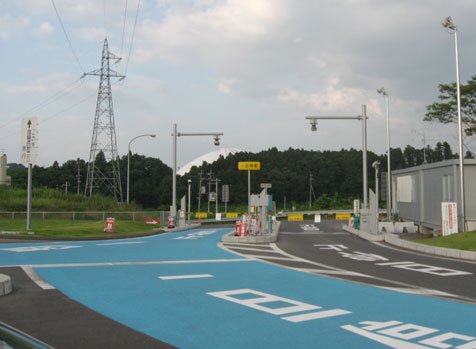
スマートインターチェンジ

2006年（平成18年）4月26日より2007年（平成19年）3月末まで、SICの社会実験が実施された。通行車両数は土日休日よりも平日の方が多く、一日平均の利用台数は2,300台前後と予想の1,800台を大きく上回った。そのため、実験開始当初は6 - 22時での運用だったが、2006年（平成18年）12月10日から24時間運用となり、2007年（平成19年）4月1日からは24時間での本格導入（恒久化）となった。当SICは観光バス・高速バスの通過も考慮した、長さ12 m車まで通れる規格を持っている。
仙台市内の東北道のインターチェンジ (IC) は、南から仙台南IC（仙台南部道路とのジャンクション機能あり）、仙台宮城IC（仙台市都心部につながる仙台西道路と接続）、泉IC（国道4号仙台バイパスと接続）の3つがあるが、仙台南 - 仙台宮城間が約5 kmの間隔であるのに対し、仙台宮城 - 泉間の間隔は約14 kmと、隣接市町村まで行けるほどの長い間隔となっている。
このため、泉中央地区の業務機能のインフラとして、また、ベッドタウンである泉区の住民の利便性向上や泉パークタウンの研究施設・大学などの最寄りICとして、仙台宮城 - 泉間にIC増設の声が浮上していた。当SICは、この要望に応えるものとなった。

### 接続する道路
- 直接接続
  - 宮城県道35号泉塩釜線
- 間接接続
  - 宮城県道264号大衡仙台線

## 隣
E4 東北自動車道
(28) 仙台宮城IC - (28-1) 泉PA/SIC - (29) 泉IC